# FEDIS
 (août 2021).
Pour l’article homonyme, voir Fedis.

Logo du FEDIS

FEDIS (nom officiel : Festival of Drama and Series ) est le premier et le seul festival serbe dédié aux séries nationales.

## L'histoire
Le FEDIS, International Drama and Series Festival a été lancé en octobre 2011 par le journaliste et culturologue Nenad Milenković. C'est le premier et le seul festival dans la région élargie de l'Europe du Sud-Est, qui affirme et évalue les séries télévisées. Depuis sa deuxième année d'existence, le festival FEDIS a un caractère international, car des séries de la région y participent : Serbie, Croatie, Bosnie-Herzégovine et Monténégro. À ce jour[Quand ?], plus de 100 prix antenne dorée ont été décernés à certains de nos acteurs et professionnels les plus célèbres, dont : Velimir Bata Zivojinović, Ljubiša Samardžić, Jelisaveta Seka Sablić, Miki Manojlović, Mira Banjac, Lazar Ristovski, Dragan Bjelogrlić, NebojšaGlogoandarboć Al SinišaPavić ...
Nenad Milenkovic
Le festival a été fondé par Nenad Milenković en 2011. ans à Belgrade. Il a lieu chaque année au mois d'octobre.
Fedis est un événement unique dédié aux séries télévisées nationales. Il s'est tenu pour la première fois du 12 au 14 octobre 2011. au Centre pour la Culture et l'Éducation de Rakovica. Le premier Fedis a été ouvert par l'acteur Vlasta Velisavljević, tandis que chacun des suivants est ouvert par le gagnant de l'année dernière de l'Antenne d'or pour la réalisation.
Le groupe Stranci u noći a interprété des chansons de la série télévisée nationale la plus populaire : Vruć vetar, Bolji život, Otpisani, Kamiondžije, Grlom u jagode et la série qui a ensuite participé au festival Naša mala klinika, Iz iksa u iks na, Balis kiše, Selo gori, et la grand-mère peignes et De ix à deux . Nenad Okanović, Jana Milić, Iskra Brajović, Danica Todorović, Andjela Jovanović et Nemanja Janičić ont également chanté quelques chansons.
La deuxième Fedis a eu lieu les 24 et 25 octobre 2012. au Centre Culturel Čukarica, où se tiendront les prochains.
Toutes les séries télévisées créées au cours de la saison précédente sont éligibles pour participer. La liste des participants est établie par le directeur de création du Festival FEDIS..
De chaque série, un acteur, une comédienne et un couple d'acteurs participent, parmi lesquels les lecteurs de la Presse votent pour désigner le gagnant. Des prix pour le meilleur réalisateur, scénario, caméra, costume, montage et musique sont également décernés, et les lauréats sont choisis par un jury d'experts. Une charte pour un second rôle notable est attribuée à un acteur et une actrice pour un rôle notable qu'ils ont joué, de chaque série qui y participe.

## Récompenses
1. Prix de la meilleure série
2. Prix de la série la plus regardée
3. Prix du meilleur réalisateur
4. Prix du meilleur scénario
5. Prix de la meilleure photographie
6. Prix du meilleur déguisement
7. Prix de la meilleure musique
8. Prix de la meilleure actrice "Golden Antenna Milena Dravic"
9. Prix du meilleur acteur "Golden Antenna Ljubiša Samardžić"
10. Prix du meilleur couple d'acteurs
11. Prix de la meilleure actrice
12. Prix du meilleur rôle masculin dans un épisode
13. Prix de la forge de l'année par intérim
14. Prix spécial antenne dorée pour sa contribution globale à la production télévisuelle nationale